# 托坎廷斯州布拉西兰迪亚
托坎廷斯州布拉西兰迪亚（葡萄牙語：Brasilândia do Tocantins）是巴西托坎廷斯州的一个市镇。总面积641.464平方公里，总人口2119人，人口密度3.3人/平方公里。